# Lyngen
Lyngen (nordsamisch Ivgu; kvenisch Yykeä) ist eine Kommune im norwegischen Fylke Troms. Die Kommune hat 2734 Einwohner (Stand: 1. Januar 2025). Verwaltungssitz ist die Ortschaft Lyngseidet.

## Geografie

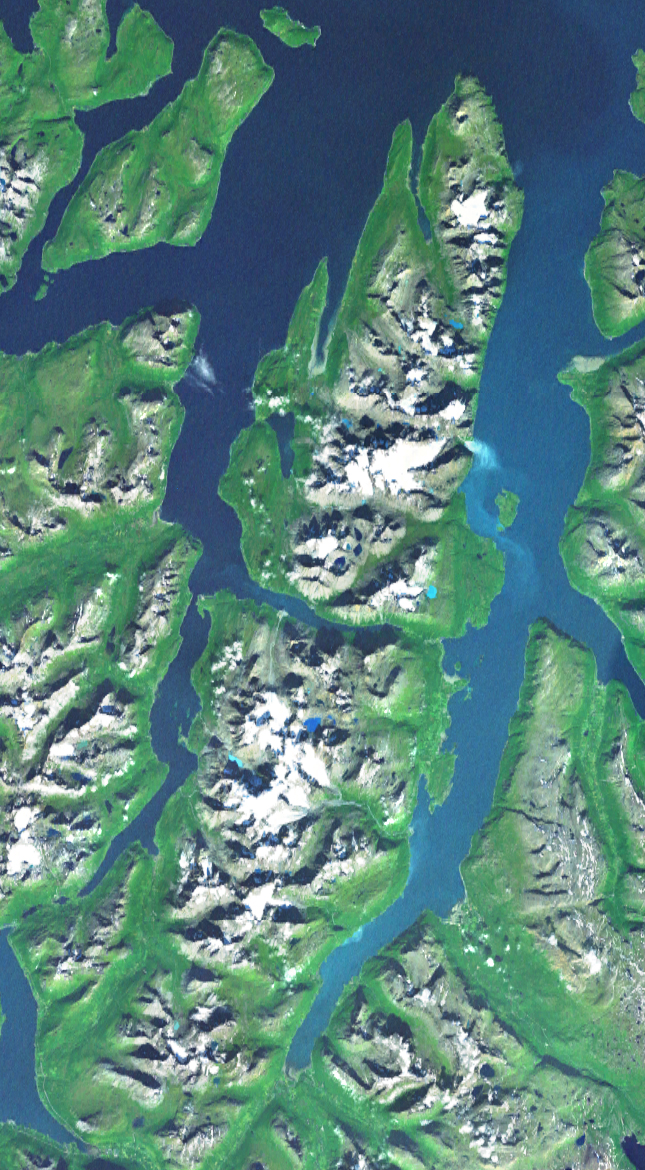
Satellitenbild der Lyngenhalvøya

Lyngen liegt östlich von Tromsø an der Nordküste Norwegens. Die Kommune erstreckt sich über die Halbinsel Lyngenhalvøya. Diese wird im Westen durch den Fjord Ullsfjorden und im Osten durch den Fjord Lyngen begrenzt. Auf dem Festland grenzt die Gemeinde im Südwesten an die Kommune Tromsø und an Storfjord im Süden. Beide Grenzen verlaufen auch teilweise in den die Kommune Lyngen umgebenden Fjorden. Vollständig im Meer verlaufen die Grenzen zu Kåfjord und Nordreisa im Osten sowie die Grenzen zu den beiden Inselkommunen Skjervøy und Karlsøy im Norden und Westen. Die Gesamtfläche der Kommune beträgt 812,7 km², wobei Binnengewässer zusammen 17,58 km² ausmachen.
Das Terrain der Kommune ist von den Erhebungen der Lyngenalpen geprägt. Der Großteil von Lyngen steht als Teil des Lyngsalpan landskapsvernområde unter Naturschutz. Das Gebiet hat eine Fläche von insgesamt 961 km² und erstreckt sich auch über die Kommunen Tromsø, Storfjord und Balsfjord. Die zu den Lyngenalpen gehörende Erhebung Jiehkkevárri stellt mit einer Höhe von 1834 moh. den höchsten Punkt der Kommune Lyngen dar. Der Berg liegt im Süden der Kommune auf der Grenze zu Tromsø und ist zugleich der höchste Berg des Fylkes.

## Einwohner
Die Anzahl an Einwohnern hielt sich nach dem Ende des Zweiten Weltkriegs bis in die 1980er-Jahre stabil. In den 1980er-Jahren begann die Einwohnerzahl schließlich zurückzugehen. In den Jahren 2010 bis 2015 gehörte Lyngen zu den Kommunen mit dem stärksten Bevölkerungsrückgang in ganz Norwegen. Gründe für den Bevölkerungsrückgang sind unter anderem der Wegfall von Arbeitsplätzen und lange Pendlerzeiten für Schüler der weiterführenden Schulen.

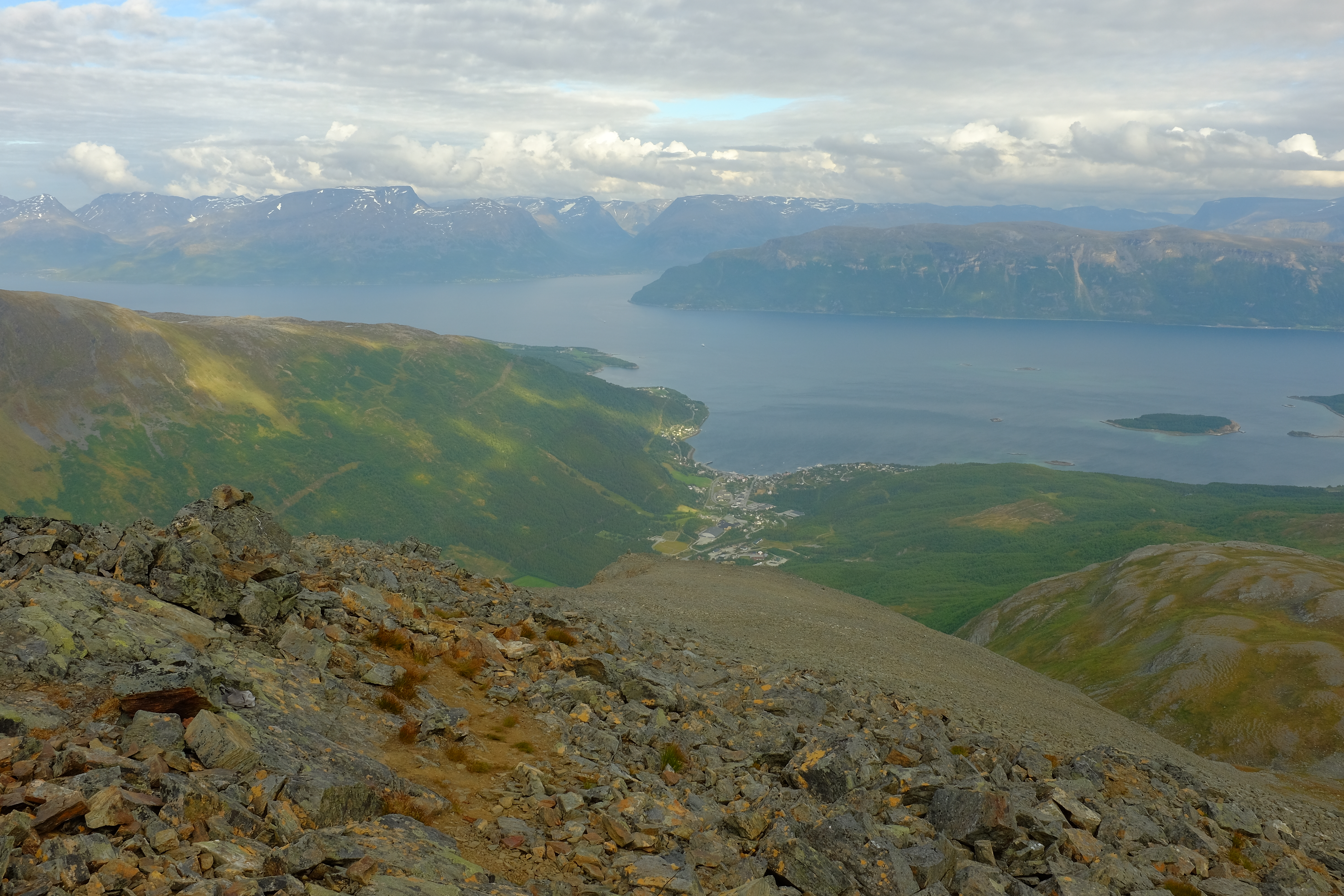
Blick auf Lyngseidet am Fjord Lyngen

Die meisten Einwohner leben an der Küstenebene, insbesondere im Osten der Kommune. Dort ist vor allem die Ebene entlang des Fjords Lyngen südlich der Ortschaft Koppangen dichter besiedelt. An diesem Küstenstreifen liegt auch der Ort Lyngseidet. In der Gemeinde liegen zwei sogenannte Tettsteder, also zwei Ansiedlungen, die für statistische Zwecke als eine Ortschaft gewertet werden. Diese sind Furuflaten mit 246 und Lyngseidet mit 752 Einwohnern (Stand: 1. Januar 2024).
Die Einwohner der Gemeinde werden Lyngsfjerding oder Lyngsværing genannt. Lyngen hat weder Nynorsk noch Bokmål als offizielle Sprachform, sondern ist in dieser Frage neutral.
| Jahr          | 1986 | 1990 | 1995 | 2000 | 2005 | 2010 | 2015 | 2020 | 2025 |
| ------------- | ---- | ---- | ---- | ---- | ---- | ---- | ---- | ---- | ---- |
| Einwohnerzahl | 3735 | 3595 | 3479 | 3225 | 3158 | 3152 | 2922 | 2794 | 2734 |

## Geschichte

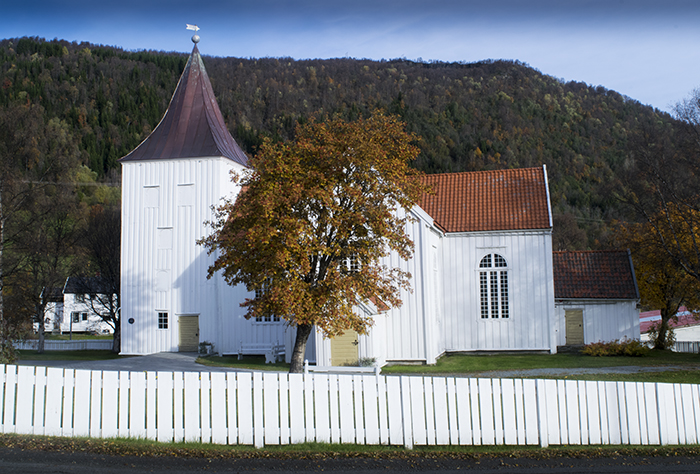
Lyngen kirke

Bis ins 18. Jahrhundert lebten in Lyngen vor allem Samen. Im 18. Jahrhundert wanderten viele Kvenen, also aus Finnland stammende Personen, aus der Region Tornedalen zu. Später folgten Norweger, die in die Region zogen.
Die Kommune Lyngen entstand bei der Einführung der lokalen Selbstverwaltung im Jahr 1837. Im Jahr 1861 wurde ein von 862 Personen bewohntes Gebiet von der Kommune Karlsøy an Lyngen überführt. Von Lyngen wurde zum 1. Januar 1902 die Kommune Ullsfjord abgespalten. Nach der Auftrennung der Kommune verblieb Lyngen mit 5102 Einwohnern, während die neue Kommune bei seiner Gründung 1139 Einwohner hatte. Ullsfjord wurde später Teil der Kommune Tromsø. Im Jahr 1929 wurde Lyngen weiter aufgeteilt und es entstanden die Kommune Storfjord mit 1499 Einwohnern und die Kommune Kåfjord mit 2482 Einwohnern. Lyngen hatte danach noch 2225 Einwohner. Zum 1. Januar 1964 wurde das zuvor zu Karlsøy gehörende Festlandsgebiet mit 1001 Einwohnern nach Lyngen eingegliedert. Zugleich ging ein von 171 Personen bewohntes Gebiet von Ullsfjord zurück an Lyngen. Vor der Eingliederung hatte Lyngen 2761 Einwohner. Im Jahr 1938 wurde ein Areal mit 38 Einwohnern von Lyngen an die Nachbarkommune Kåfjord überführt.
Die Lyngen kirke in Lyngseidet ist eine Holzkirche aus dem Jahr 1782. Sie hat einen kreuzförmigen Grundriss. An der Westküste der Lyngenhalvøya liegt zudem eine Kapelle. Die Lenangsøyra kapell wurde im Jahr 1996 erbaut und hat einen fächerförmigen Grundriss. Ein anderes bemerkenswertes Gebäude ist das große Holzhaus der Schule Solhov. Es wurde 1924 erbaut, um die Norwegisierung der vor allem von Samen und Kvenen bewohnten Region voranzutreiben.

## Wirtschaft und Infrastruktur

### Verkehr
Entlang des Fjords Lyngen führt im Osten der Kommune von Koppangen bis Lyngseidet der Fylkesvei 7920. Von Lyngseidet aus führt der Fylkesvei 868 weiter am Lyngen-Fjord entlang in den Süden. Außerhalb der Kommune mündet die Straße schließlich in die Europastraße 6 (E6). Von Lyngseidet Richtung Westen verläuft der Fylkesvei 91. Aus Lyngen heraus führen des Weiteren zwei Fährverbindungen. Von Lyngseidet aus führt eine Fähre über den Lyngen in den Osten zur E6 in der Kommune Kåfjord. Im Westen der Kommune legt von der Ortschaft Svensby aus eine Fähre in die Kommune Tromsø ab.

### Wirtschaft
Traditionell wurde die Lokalwirtschaft durch die Fischerei und die Landwirtschaft dominiert. Landwirtschaft wird heute fast ausschließlich im Nebenerwerb betrieben. Die in Lyngen registrierten Fischerboote sind meistens kleinere und mittelgroße Boote und werden vor allem außerhalb der Kommune betrieben. In Lyngen befinden sich mehrere Fabriken, die Fische weiterverarbeiten. Im Jahr 2021 arbeiteten von rund 1310 Arbeitstätigen etwa 990 in Lyngen selbst. Über 150 Personen pendelten in die Nachbarkommune Tromsø.

## Wappen
Das seit 1987 offizielle Wappen der Kommune Lyngen zeigt ein schwarzes Pferd auf silbernem Hintergrund.

## Persönlichkeiten
- Kirsten Hansteen (1903–1974), Politikerin